# Leucaena salvadorensis
Leucaena salvadorensis är en ärtväxtart som beskrevs av Nathaniel Lord Britton och Joseph Nelson Rose. Leucaena salvadorensis ingår i släktet Leucaena och familjen ärtväxter. Inga underarter finns listade i Catalogue of Life.